# Mogiła (Beskid Niski)
Mogiła (606 m n.p.m.) – wzniesienie w Beskidzie Niskim, na zachód od Rymanowa-Zdroju. Na północno-zachodnim stoku góry, przy drodze zwanej Lubatowską można odnaleźć resztki dawnej karczmy. Na wschodnim stoku, w pobliżu sanatorium "Gozdawa", znajduje się symboliczna mogiła radzieckiego dywersanta, zastrzelonego w tym miejscu przez Niemców 2 lipca 1944 r.
Szlaki piesze:
- Główny Szlak Beskidzki. Trasa: Iwonicz-Zdrój – Rymanów-Zdrój